# Протесты в Камбодже 2013—2014
Протесты в Камбодже 2013—2014 (кхмер. បាតុកម្មប្រឆាំងរាជរដ្ឋាភិបាល — Антиправительственные демонстрации) — массовые антиправительственные выступления в Камбодже с июля 2013 по июль 2014 года. Были спровоцированы подозрениями в фальсификации итогов парламентских выборов, низкой заработной платой рабочих-текстильщиков, авторитаризмом, коррупцией и провьетнамской ориентацией властей. Подавлены правительственными силами, однако оппозиция добилась некоторых парламентских уступок.

## Предыстория
1970—1980-е годы прошли в Камбодже под знаком практически непрерывной войны. В 1970 году генерал Лон Нол совершил государственный переворот, была свергнута монархия и провозглашена Кхмерская Республика. В результате гражданской войны в 1975 к власти пришли Красные кхмеры, установившие режим террора и геноцида. В январе 1979 Демократическая Кампучия пала под ударами вьетнамских войск. Новое правительство, сформированное сменившими ориентацию бывшими «красными кхмерами», полностью контролировалось Ханоем. Объединённая оппозиция — «Красные кхмеры» Пол Пота, монархисты Сианука, республиканцы Сон Санна — повели вооружённую борьбу против правительства, которое с 1985 года возглавлял бывший командир батальона полпотовской армии Хун Сен. За два десятилетия погибли миллионы людей, страна была практически разрушена и оккупирована вьетнамскими войсками.
23 октября 1991 года Парижские соглашения формально завершили войну. Была восстановлена королевская монархия, на трон вернулся король Нородом Сианук. На первых многопартийных выборах 1993 года победу одержала монархическая партия ФУНСИНПЕК, второе место заняла Народная партия Камбоджи (НПК) во главе с Хун Сеном. Правительственная власть была разделена: первым премьер-министром стал принц Нородом Ранарит, вторым — Хун Сен.
В июле 1997 Хун Сен фактически совершил государственный переворот и установил собственное единовластие. Режим Хун Сена носил выраженный авторитарный характер и поддерживал тесные связи с Вьетнамом. Позиции ФУНСИНПЕК были необратимо подорваны, принц Ранарит избежал тюрьмы только благодаря помилованию, полученному от отца-короля. Либералы-республиканцы не пользовались серьёзным влиянием. Вооружённое сопротивление «Красных кхмеров» было окончательно подавлено в начале 1999 года.

## Выборы 2013
Новую оппозицию консолидировал харизматичный и популярный политик Сам Рейнгси. Партия его имени постепенно наращивала влияние, получив в 2008 году более 1,3 млн голосов — почти 22 % и 26 мандатов из 123. К выборам 2013 была создана Партия национального спасения Камбоджи (ПНСК), которую возглавили Сам Рейнгси, Кем Сокха и Йим Сованн. Оппозиция выступала против правительства Хун Сена под общедемократическими, национал-популистскими, антикоррупционными и антивьетнамскими лозунгами.
Парламентские выборы состоялись 28 июля 2013 года. Согласно официально объявленным итогам, правящая НПК Хун Сена получила 48,83 % голосов и 68 мандатов, оппозиционная ПНСК — 44,46 % и 55 мандатов. Такие результаты являлись небывалым с 1993 года успехом оппозиции. Однако ПНСК обвинила власти в фальсификации выборов. По ряду причин — практическое отсутствие достоверных списков избирателей; зачисление в электорат проживающих в стране, но не имеющих гражданства вьетнамцев; зафиксированные международными наблюдателями факты многочисленных нарушений, подлогов и запугивания — эти обвинения выглядели обоснованно.
Сам Рейнси объявил о непризнании объявленных итогов. Избранные депутаты от ПНСК бойкотировали заседания парламента нового состава. В Пномпене начались уличные акции протеста. Правительство требовало «сохранять стабильность», строго предостерегая от «разжигания анархии».

## Столкновения

### Январское кровопролитие
Серьёзные масштабы уличные протесты приняли на рубеже 2013/2014. Первые крупные столкновения в промышленном районе Пномпеня произошли 3 января 2014 года: полиция открыла по демонстрантам огонь из АК-47. Погибли 5 человек, более 30 были ранены (по другим данным погибших было 4, раненных около 20). Протестующие оказали активное сопротивление, забрасывая полицейских камнями и бутылками. Эпицентром выступлений стал пномпеньский Парк Свободы.

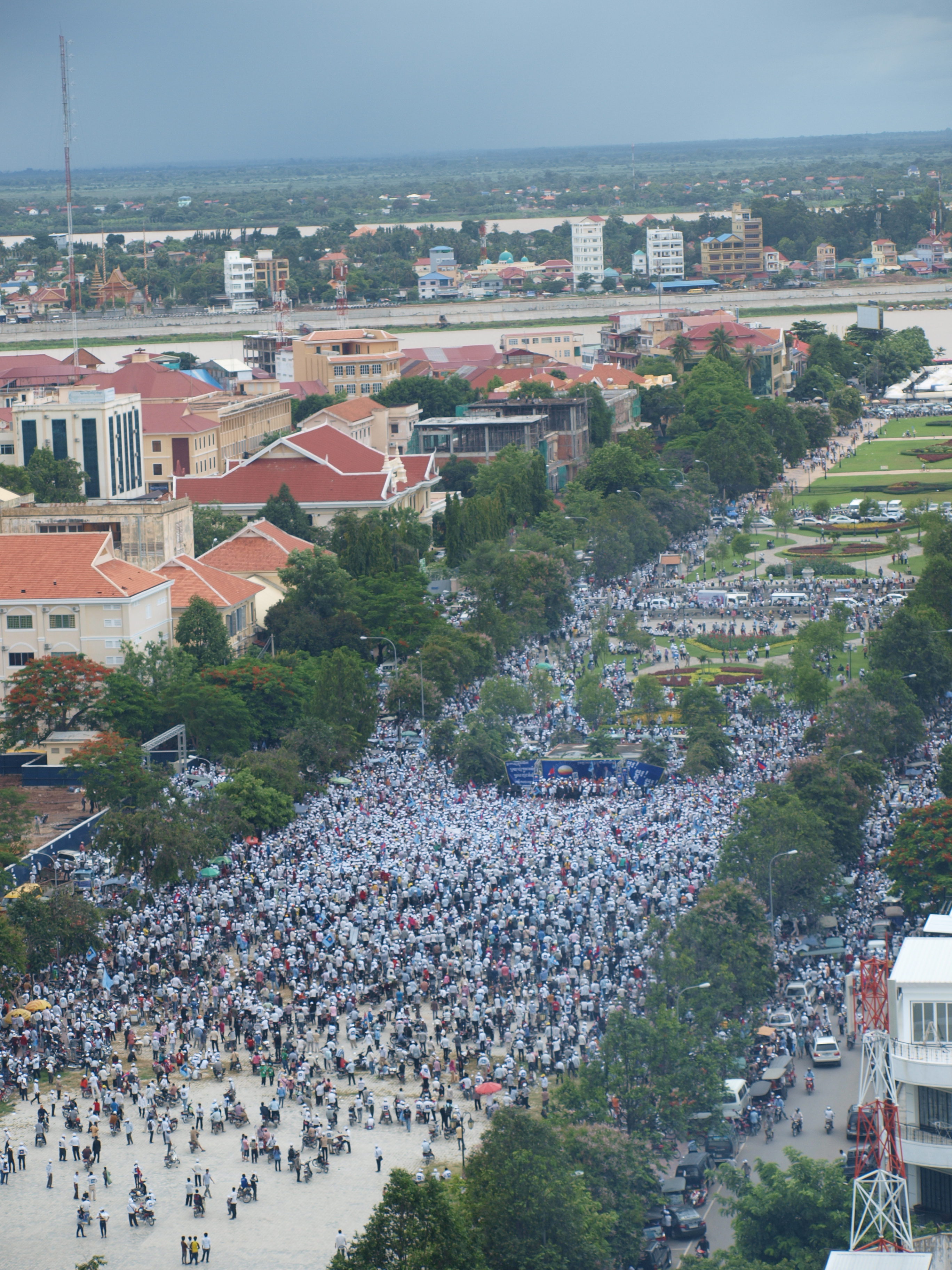
Демонстрация в Пномпене

Беспорядки начинались как политические протесты против фальсификации выборов. Однако уже в январе к протестующим присоединились рабочие текстильной промышленности, объявившие забастовку из-за низкой заработной платы. Они потребовали от правительства установить минимальную зарплату в размере 160 долларов, что означало двойное повышение. Власти ответили отказом. Бастующие перекрыли городскую трассу, возвели баррикады, вступили в драки с полицией. Большинство погибших 3 января были именно рабочими.
Важным фактором являлся визит Хун Сена в Ханой, пришедшийся на дни событий. Оппозиция обвиняла премьер-министра в намерении использовать вьетнамские войска для подавления протестов. Результатом стали нападения на этнических вьетнамцев, погромы вьетнамских кафе.
Власти отреагировали оперативно и жёстко. 4 января были запрещены уличные собрания. Полиция и органы госбезопасности атаковали и разгромили лагерь протестующих в Парке Свободы. Лидеры оппозиции были вызваны на допрос в городском суде столицы — их обвинили в «подстрекательстве к нарушениям общественного порядка». Сам Рейнси и Кем Сокха ушли в подполье. Запреты сохраняли силу более месяца. После их формальной отмены Хун Сен пригрозил вывести на улицы толпы своих сторонников.

### Митинги весны—лета
Несмотря на репрессии, протесты продолжались. 19 февраля представители правительства встретились с делегацией камбоджийских профсоюзов и крупнейших производственных компаний, работающих в Камбодже. 8 марта профсоюзные активисты снова организовали манифестацию в Парке Свободы. Произошло очередное столкновение с полицией. 14 марта директора камбоджийских филиалов более 30 компаний (в том числе Adidas, Debenhams, H&M, Inditex, Puma, Tesco, Levi Strauss & Co., Компания Гудзонова залива) направили в правительство письмо с призывом принять требование о повышении минимальной зарплаты и освободить арестованных. Очередная профсоюзная акция в Парке Свободы состоялась 1 мая.
8 июля 2014 состоялся митинг камбоджийской оппозиции перед вьетнамским посольством в Пномпене. Протестующие требовали от правительства СРВ принести извинения за преследования и принудительную ассимиляцию народности кхмер-кром после 1949 года. Вьетнамское представительство отказалось. Против демонстрантов была брошена полиция.

### Июльское урегулирование
Последняя вспышка насилия произошла 15 июля 2014 года. Массовая драка с полицией произошла в районе Даун Пень близ торгового комплекса Sorya и ювелирных мастерских. В больнице оказались 8 правительственных силовиков. После этого правительство согласилось на переговоры с оппозицией. 22 июля Хун Сен встретился с Сам Рейнси.
Было достигнуто соглашение, по которому ПНСК приняла мандаты. Заседания парламента возобновились в полном составе. Получил мандат Сам Рейнси, отстранённый от участия в выборах 2013. Парламентские должности были разделены между НПК и ПНСК, оппозиция возглавила специально созданную антикоррупционную комиссию.

## Особенности и перспективы
Характерной чертой событий была жёсткость, проявленная с обеих сторон. Правительственные силы с готовностью пускали в ход спецсредства и огнестрельное оружие, демонстранты оказывали ожесточённое физическое сопротивление. Важное значение имело соединение политического протеста с социальным, активное участие рабочих, требовавших не только пересмотра итогов голосования, но и повышения зарплаты. Ситуация сильно осложнялась антивьетнамскими мотивами (характерными для камбоджийской оппозиции и персонально для Сам Рейнси).
Политическое положение в Камбодже осталось сложным и крайне напряжённым. Оппозиция требует прекращения более чем 30-летнего правления Хун Сена. Власти отвечают преследованиями — так, в июле 2015 года 11 участников протестов были приговорены к тюремному заключению. ООН, США, Евросоюз, Австралия, Япония, Таиланд выступали с официальными протестами против политических репрессий в Камбодже.

Сам Рейнси и его заместитель Кем Сокха уже сейчас вынуждены скрываться от полиции. Профсоюзы предупредили: на аресты ответят массовыми протестами. Посольство США в Пномпене выражает «глубокую обеспокоенность». Перспективы не слишком радуют. Конфронтация представляется неизбежной. Возможно кровопролитие. Сила на стороне Хун Сена. Не думаю, что население в едином порыве готово к восстанию. Но любая случайность способна толкнуть на улицы неуправляемые толпы протестующих.

Гаффар Пеанг-Мет